# Tvåfläckig kalvingeslända
Tvåfläckig kalvingeslända (Mesopsocus laticeps) är en insektsart som först beskrevs av Hermann Julius Kolbe 1880.  Tvåfläckig kalvingeslända ingår i släktet Mesopsocus och familjen kalvingestövsländor. Arten är reproducerande i Sverige. Inga underarter finns listade i Catalogue of Life.